# Krążowniki pancernopokładowe typu Diana
Krążowniki typu Diana – seria trzech rosyjskich krążowników pancernopokładowych z początku XX wieku, zaprojektowanych i zbudowanych w Rosji, określanych też jako typ Pałłada. Najbardziej znanym okrętem tego typu była „Aurora”, zachowana do dziś jako okręt muzeum. Wszystkie trzy służyły w Marynarce Wojennej Imperium Rosyjskiego podczas wojny rosyjsko-japońskiej, w toku której „Pałłada” została zdobyta przez Japonię i wcielona do jej marynarki. Pozostałe dwa okręty służyły na Bałtyku podczas I wojny światowej. „Aurora” wzięła udział w bolszewickiej rewolucji październikowej w 1917 roku, stając się później symbolem tej rewolucji, po czym służyła w marynarce ZSRR jako okręt szkolny, także podczas II wojny światowej. „Diana” została natomiast wycofana ze służby na początku lat 20. XX wieku.
Okręty miały wyporność normalną określoną na 6731 ton, a długość kadłuba 126,8 m. Napędzały je maszyny parowe, pozwalając na osiąganie prędkości 19 węzłów. Pierwotne uzbrojenie stanowiło osiem pojedynczych dział kalibru 152 mm oraz liczna artyleria pomocnicza, później uzbrojenie główne było wzmacniane do dziesięciu, a maksymalnie czternastu dział kalibru 152 mm lub 130 mm.

## Historia
Daty w kalendarzu juliańskim (starego stylu), po ukośniku w gregoriańskim
W latach 90. XIX wieku Rosja dostrzegła potrzebę wzmocnienia marynarki przez nowoczesne krążowniki jednolitego typu budowane w kraju, w miejsce zamawianych dotychczas nielicznych pojedynczych okrętów. W związku z pogorszeniem stosunków z Wielką Brytanią, grożącym wojną, kierujący Ministerstwem Morskim admirał Nikołaj Czychaczow zarządził na początku 1894 roku konkurs dla rosyjskich projektantów na oceaniczny krążownik pancernopokładowy o wyporności do 8000 ton i uzbrojeniu w dwa działa kalibru 203 mm i osiem 120 mm, który mógłby służyć przede wszystkim do zwalczania brytyjskiej żeglugi handlowej w roli rajdera. Dzięki brakowi pancerza burtowego i mniejszym rozmiarom, nowe okręty miały być mniejsze i tańsze od równolegle budowanego z takim przeznaczeniem krążownika pancernego „Ruryk”, a przez to mogły być budowane w większej serii. W październiku tego roku zgłoszono dziewięć projektów, poddanych następnie ocenie przez Morski Komitet Techniczny. Żaden nie doczekał się jednak realizacji, gdyż wymagały one dopracowania, a nadto uznano, że powstałe okręty będą i tak słabsze od brytyjskich krążowników I klasy, zaś niepotrzebnie zbyt duże do walki z krążownikami II klasy. W tym czasie pierwotne zapotrzebowanie stało się dodatkowo nieaktualne wobec zażegnania groźby wojny z Wielką Brytanią, mimo to rosyjskie kierownictwo uświadomiło sobie zagrożenie ze strony intensywnie rozbudowującej się Cesarskiej Marynarki Niemiec. Dla zaoszczędzenia czasu, bez rozpisywania kolejnego konkursu, admirał Czychaczow zlecił państwowemu Zakładowi Bałtyckiemu (Bałtijskij Zawod) w Petersburgu zaprojektowanie krążownika przeznaczonego na Bałtyk, o mniejszej wyporności, na wzór brytyjskich krążowników II klasy typu Astraea.

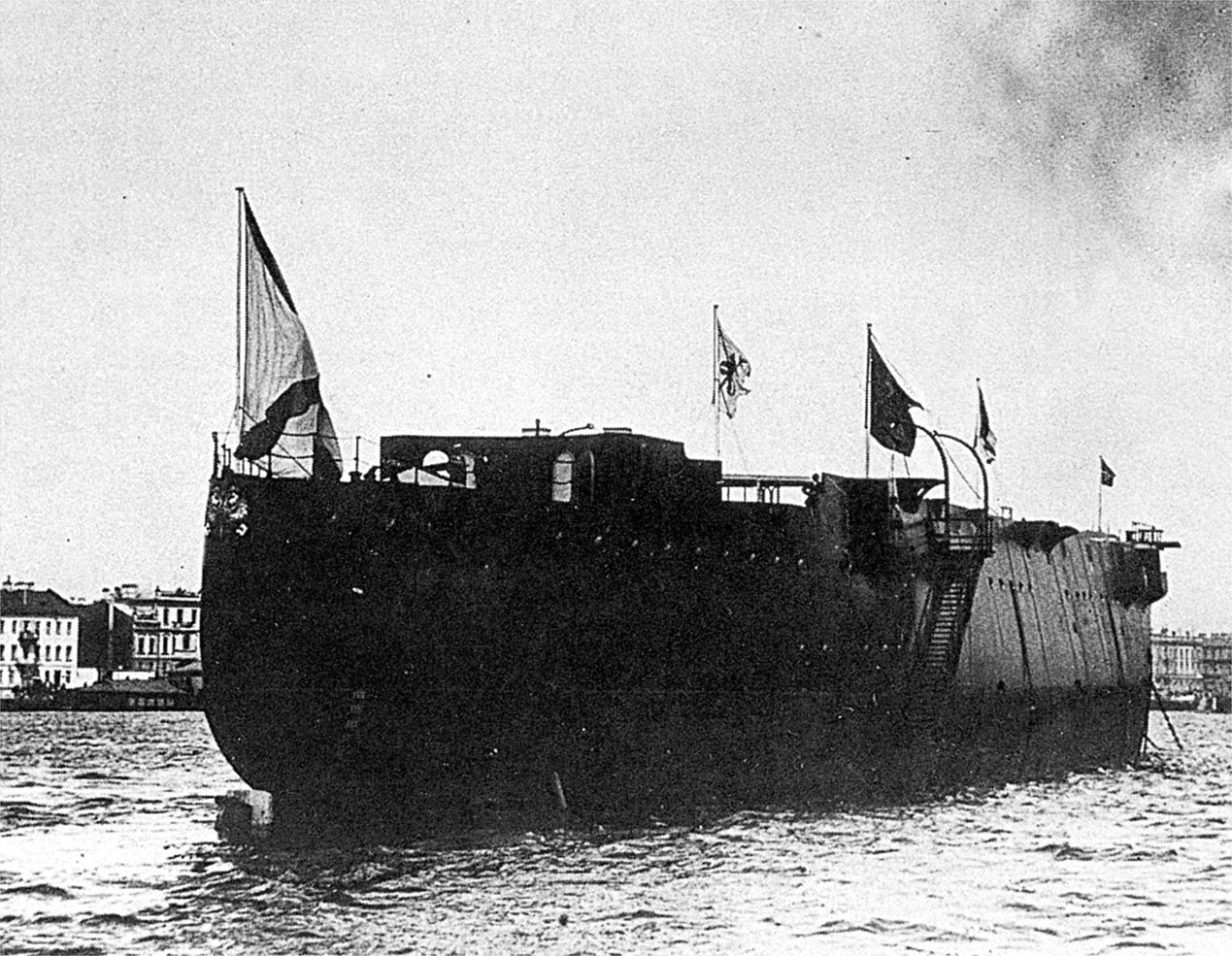
Wodowanie „Aurory”

7 maja 1895 roku kierujący stocznią starszy konstruktor K. Ratnik przedstawił trzy wstępne projekty krążowników o wyporności od 4400 do 5600 ton, a 11 maja jeszcze czwarty, opracowany z własnej inicjatywy projekt okrętu o wyporności 6000 ton i uzbrojeniu w dwa działa kalibru 203 mm, osiem kalibru 152 mm i 27 kalibru 57 mm, wzorowany na nowszym brytyjskim krążowniku „Talbot” (typu Eclipse). Ratnik zapoznawał się też z rozkładem mas nowego francuskiego krążownika „D’Entrecasteaux”. Decydujący o sprawach floty wielki książę Aleksy zaakceptował do realizacji ostatni projekt, lecz polecił zamienić działa kalibru 203 mm na łącznie dziesięć armat jednolitego kalibru 152 mm. Przez ponad rok, na etapie opracowania dokumentacji i zaakceptowania jej przez Morski Komitet Techniczny, projekt podlegał jednak kilkukrotnym daleko idącym zmianom, w tym układu siłowni (napęd dwuśrubowy, ostatecznie trzyśrubowy), linii kadłuba i uzbrojenia. W lutym 1896 roku, pod wpływem niemieckich krążowników uzbrojonych w bardziej szybkostrzelny zestaw 12 armat kalibrów 150 mm i 105 mm, zdecydowano się na sześć dział kalibru 152 mm i sześć kalibru 120 mm, jednocześnie artylerię pomocniczą zamieniono z nietypowego w Rosji kalibru 57 mm na 27 dział kalibru 47 mm. Już w kwietniu jednak, pod wpływem informacji o nowym ciężej uzbrojonym krążowniku „Hertha” (działa kalibrów 21 cm i 15 cm), zdecydowano się ponownie na 10 dział kalibru 152 mm, wzmacniając zarazem artylerię pomocniczą do 20 dział kalibru 75 mm. Ostatecznie po rozpoczęciu budowy, w listopadzie 1896 roku, dla zmniejszenia przeciążenia artylerię główną zredukowano do ośmiu dział i zrezygnowano z ich masek. Krótkotrwała rezygnacja z masek przeciwodłamkowych w marynarkach świata (tylko 9,6 t oszczędności na wadze) spowodowana była także tym, że pociski wybuchowe starego typu, elaborowane prochem, dawały mało odłamków, które i tak dzięki swojej masie przebijały maski. Już w toku budowy, na wniosek dowódców okrętów, uzbrojenie pomocnicze jeszcze wzmocniono do 24 dział kalibru 75 mm, w tym dwóch dodatkowych na rufie, w salonie dowódcy. Również po rozpoczęciu budowy, na wniosek oficera artyleryjskiego „Pałłady”, zaprojektowano rezerwową centralę dowodzenia pod pokładem pancernym w głębi kadłuba. Na początku 1897 roku jeszcze przeprojektowano burtowe wyrzutnie torpedowe na podwodne, dla zmniejszenie niebezpieczeństwa wybuchu przy trafieniu, natomiast nadwodnej wyrzutni dziobowej nie zmieniono, gdyż stewy okrętów były już wykonane. Na etapie zamówienia określono wyporność okrętów na 6630 ton, natomiast ostatecznie w lipcu 1898 roku obliczono wyporność projektową na 6731 ton.
Budowa krążowników została przewidziana w ramach programu rozbudowy floty z 1895 roku, następnie włączonego do programu budowy okrętów na potrzeby Dalekiego Wschodu. W klasyfikacji rosyjskiej stanowiły krążowniki I rangi, a od września 1907 roku po prostu: krążowniki (ros. kriejsier). 18 listopada 1895 roku Ministerstwo Morskie zdecydowało zlecić budowę dwóch okrętów państwowej stoczni Galernyj Ostrowok w Petersburgu, zamiast Zakładu Bałtyckiego, który był autorem projektu. 20 kwietnia 1896 roku ministerstwo zatwierdziło specyfikację okrętów i przekazało ją stoczni, aczkolwiek jeszcze bez kompletu planów. W czerwcu tego roku zdecydowano zamówić jeszcze trzeci okręt, w państwowej Nowej Stoczni Admiralicji (Nowoje Admirałtiejstwo). Okręty otrzymały nazwy kolejno: „Pałłada”, „Diana” i „Aurora”, noszone wcześniej przez żaglowe fregaty, będące imionami bogiń z mitologii greckiej i rzymskiej: Pallas Ateny, Diany i Aurory. Dwie pierwsze nazwy car Mikołaj II wybrał 17 kwietnia 1896 roku, a trzecią dopiero 31 marca rok później. Za główny (prototypowy) okręt typu była uznawana pierwsza „Pałłada”, ale oficjalnie został on nazwany typem Diana.

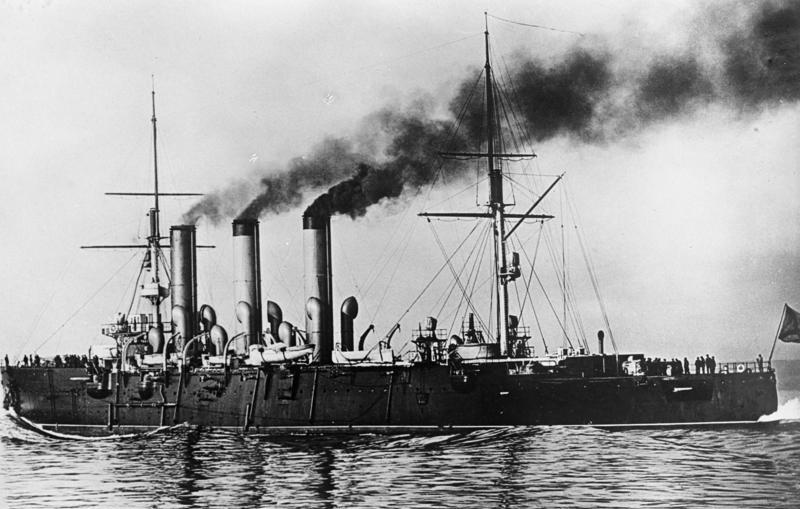
„Pałłada” na próbach w 1901 roku

Po pracach przygotowawczych, stępki dwóch pierwszych położono w lipcu 1896 roku, a trzeciego 18 października tego roku. Oficjalne uroczyste położenie stępek z udziałem dowódcy floty carskiej, wielkiego księcia generał-admirała Aleksego Romanowa, miało jednak miejsce dopiero 23 maja 1897 roku. W tym miesiącu do wykonanych stępek dwóch pierwszych krążowników domontowano już stewy dziobowe. Elementy z brązu, w tym stewy, odlały zakłady Pulmana. Maszyny, kotły i śruby dla wszystkich krążowników wyprodukowało prywatne Towarzystwo Francusko-Rosyjskich Zakładów (Obszczestwo Franko-Russkich Zawodow), w cenie po ok. 2,3 mln rubli. Dla budowanej później „Aurory” rozważano zamówienie maszyn i kotłów w Zakładach Bałtyckich, lecz nie uzyskały one dokumentacji od Francusko-Rosyjskich Zakładów, więc wykonanie ich od podstaw miało być droższe – a z kolei w celu uzyskania zamówienia Francusko-Rosyjskie Zakłady obniżyły ich cenę o 2%. Rozważano też zastosowanie nowszych kotłów z ekonomizerami, ale zrezygnowano z nich z powodu zwiększonego kosztu. Budowa kadłubów trwała długo – ponad trzy lata, a wodowano je między sierpniem 1899 a majem 1900 roku. Następnie montowano maszyny i kotły w Zakładach Francusko-Rosyjskich. Na przedłużenie budowy wpływały różne przyczyny, w tym zmiany w projekcie i opóźnienia poddostawców, lecz głównie ogólnie słaba organizacja prac. Próby morskie „Pałłady” i „Diany” rozpoczęto jesienią 1901 roku, a „Aurory” latem kolejnego roku. Okręty nie osiągnęły projektowej prędkości 20 węzłów, lecz mimo to marynarka je przyjęła bez poprawek w tym zakresie z uwagi na pośpiech w obliczu wzrastającego napięcia w stosunkach z Japonią. Należy zaznaczyć, że w tamtym okresie nie praktykowano w Rosji jednego aktu przyjęcia okrętu do służby, a było ono efektem odbierania przez komisję poszczególnych mechanizmów, gdy okręt już pływał z załogą, stąd brak jest na ogół jednoznacznych dat ukończenia. Koszt budowy okrętów wynosił średnio 6,4 mln rubli (równowartość ponad 600 tys. funtów szterlingów).
| Nazwa             | Położenie stępki*                                                        | Wodowanie                         | Wejście do służby |
| Pałłada (Паллада) | lipiec 1896                                                              | 14?/26 sierpnia 1899              | 1902              |
| Diana (Диана)     | lipiec 1896                                                              | 30 września?/12 października 1899 | 1902              |
| Aurora (Аврора)   | 18 października 1896                                                     | 11?/24 maja 1900                  | 18 września 1903  |
|                   | * oficjalne położenie stępki wszystkich okrętów: 23 maja?/4 czerwca 1897 |                                   |                   |

## Opis

### Opis ogólny

Rysunek „Aurory” według stanu na ok. 1916 rok

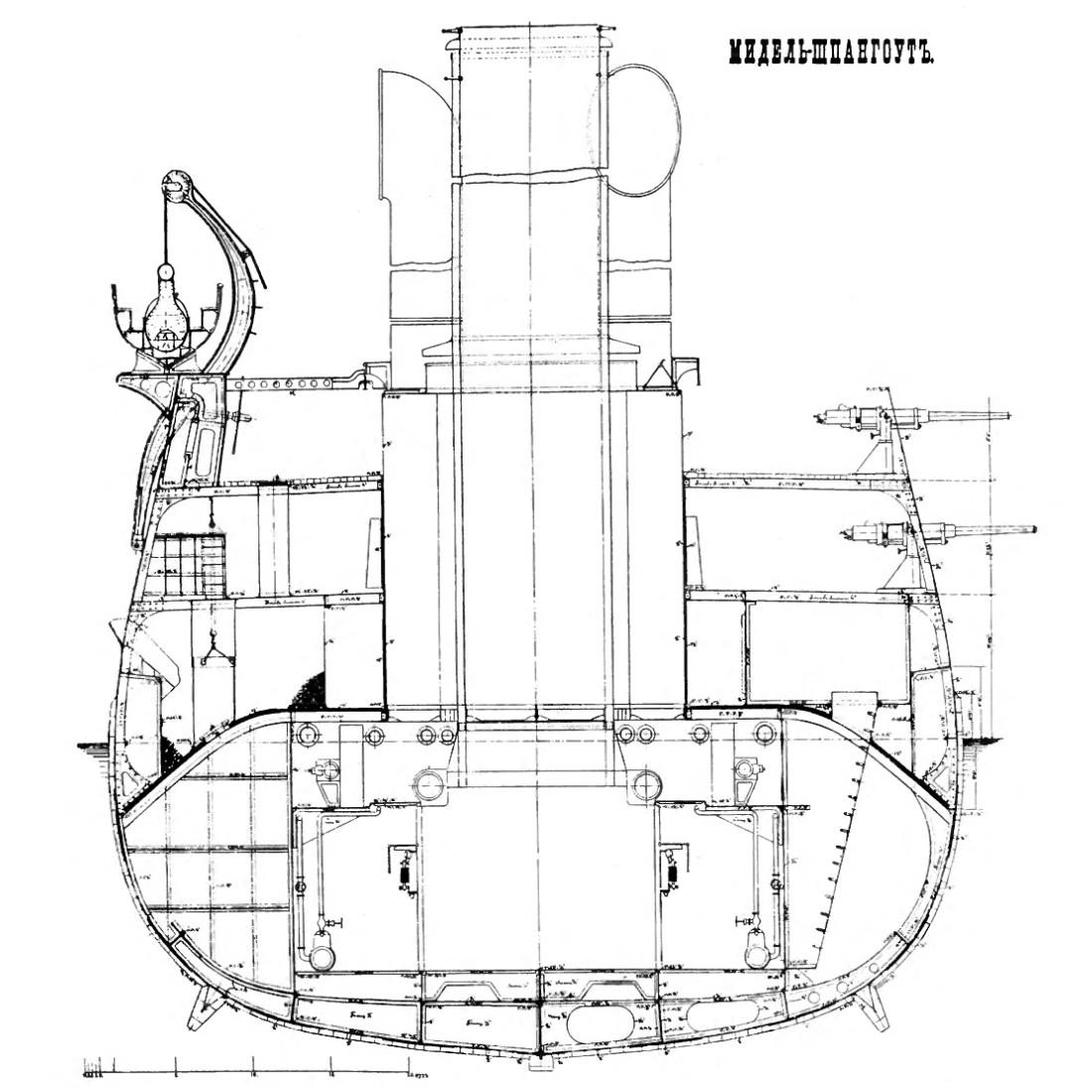
Przekrój poprzeczny w rejonie śródokręcia (widoczny pokład pancerny)

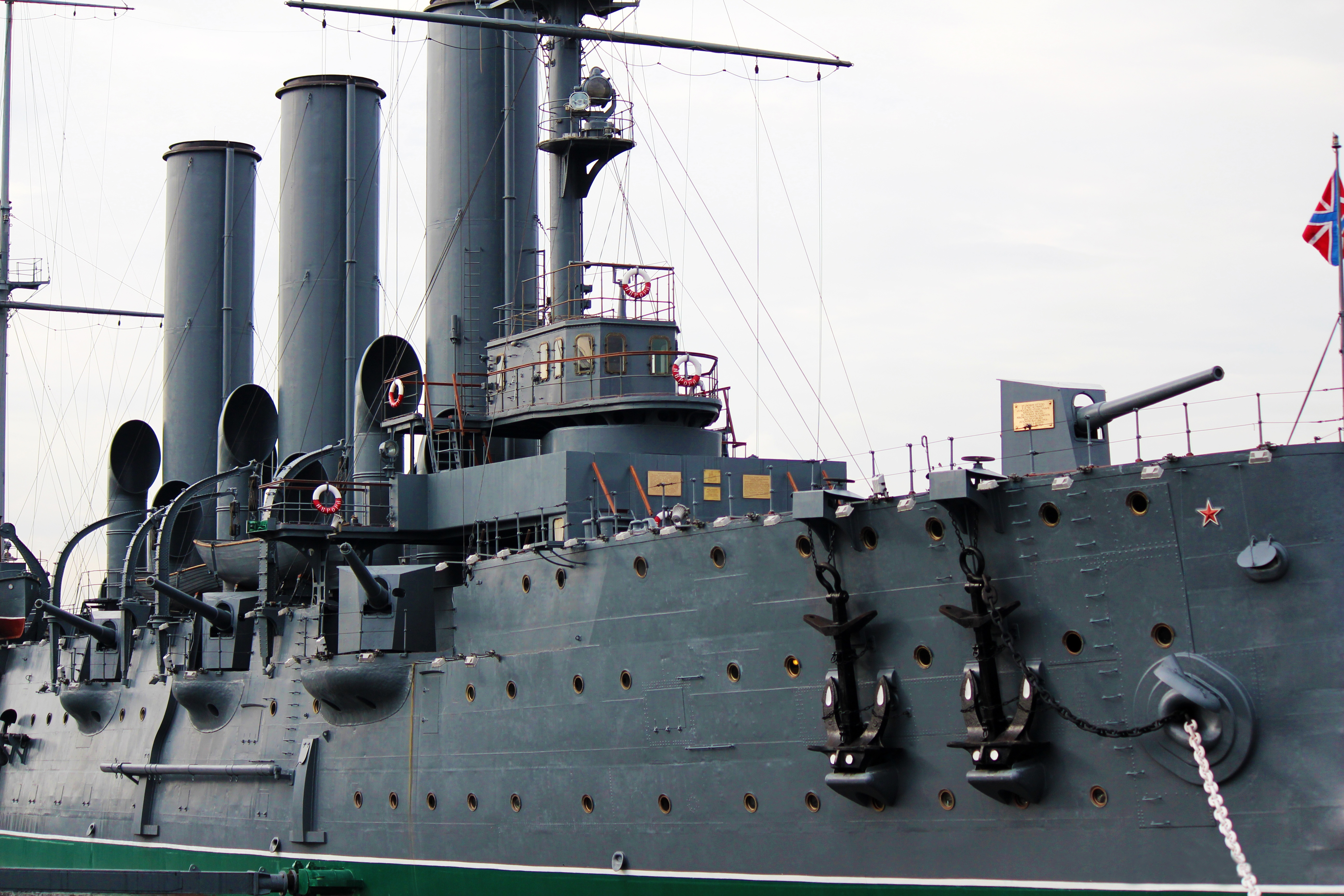
Mostek i kominy „Aurory” – stan obecny

Okręty typu Diana miały sylwetkę typową dla krążowników przełomu XIX i XX wieku, z kadłubem o wysokich burtach i z dziobnicą taranową. Na dziobie był krótki podwyższony pokład dziobowy (półbak), a dalej na większości długości okrętu ciągnęły się przedłużające go optycznie nadburcia. Artyleria główna w postaci pojedynczych armat kalibru 152 mm umieszczona była w całości na odkrytych stanowiskach na pokładzie dziobowym, rufowym i na burtach. Burty na śródokręciu były pochylone do wewnątrz. Okręty miały niewielką nadbudówkę dziobową, z opancerzoną wieżą dowodzenia i przeszklonym mostkiem nawigacyjnym nad nią, oraz niski odkryty mostek rufowy. Po 1907 roku nadbudówki zmodyfikowano i dodano nowy mostek rufowy dalej w kierunku rufy, a dotychczasowy mostek rufowy stał się środkowym. Na śródokręciu tuż za nadbudówką dziobową z masztem znajdowały się trzy wysokie, proste, rozstawione w równych odstępach kominy o okrągłym przekroju. Wokół każdego z kominów umieszczone były cztery charakterystyczne nawiewniki do kotłowni (dwa duże i dwa mniejsze)
Kadłub okrętów był wykonany z okrętowej stali konstrukcyjnej, nitowany. Taranowa stewa dziobowa oraz stewa rufowa, do której mocowany był ster, były odlewane z brązu. Kadłub zbudowany był w poprzecznym systemie wiązań, z wręgami w odstępach 91,4 cm. Oprócz 135 wręg, numerowanych od dziobu, szkielet w części dennej tworzyła wewnętrzna stępka i sześć wzdłużników. Okręty miały trzy ciągłe pokłady, w tym dwa wewnętrzne: pancerny i nad nim bateryjny, oraz odkryty pokład górny. Pod pokładem pancernym na dziobie i rufie były dodatkowo dwie platformy. Stalowe pokłady miały grubość od 5 do 19 mm, a odkryty górny pokład był pokryty tekowymi deskami. Pokłady wewnętrzne były pokryte linoleum. Na większości długości było dno podwójne (od 22 do 98 wręgi). Kadłub był podzielony na 14 głównych przedziałów wodoszczelnych 13 poprzecznymi grodziami, sięgającymi od poszycia dna do pokładu pancernego. Między pokładem pancernym a bateryjnym były trzy główne grodzie, na wręgach: 35, 75 i 98, dzielące przestrzeń na przedziały: dziobowy, kotłowni, maszynowni i rufowy. Jedynie maszynownia dziobowa była podzielona wzdłużną grodzią, zapobiegającą zalaniu obu maszyn parowych naraz. Na długości kotłowni rozciągały się wzdłuż burt wzdłużne grodzie, oddzielające zasobnie węglowe. Poszycie burt miało grubość od 11 do 16 mm. Część podwodna do wysokości 84 cm nad wodnicą była pokryta tekowymi deskami grubości 102 mm i blachą miedzianą dla uniknięcia porastania dna przy rzadszych możliwościach jego oczyszczania w służbie zamorskiej. Poszycie to spełniło zakładane oczekiwania w praktyce podczas służby na Dalekim Wschodzie. W celu zmniejszenia przechyłów kadłub miał stępki przechyłowe długości 39,2 m oraz drewniany falszkil, służący też do ochrony poszycia dna przy wejściu na mieliznę.
Okręty miały dwa maszty: dziobowy (połączony z nadbudówką) i rufowy, początkowo z dwoma piętrami rej i gaflem na maszcie rufowym (jedynie „Aurora” otrzymała dwa bomy ładunkowe na maszcie rufowym). Maszty były stalowe, o średnicy wewnętrznej 762 mm. Top dziobowego masztu znajdował się na wysokości 18,2 m nad pokładem, a rufowego: 17 m, ponadto miały one drewniane stengi długości ok. 10 m. Pierwotnie maszty dziobowe miały marsy bojowe z działkami, usunięte po 1907 roku.
Wyporność normalna projektowa okrętów wynosiła 6731 ton, w tym 800 ton normalnego zapasu węgla. W 1916 roku wyporność normalna sięgnęła (na przykładzie „Diany”) 7050 ton, a pełna 7490 ton. Długość całkowita wynosiła 126,8 m, a na linii wodnej 123,75 m. Szerokość maksymalna wynosiła 16,76 m, a zanurzenie projektowe 6,4 m.
Załoga liczyła początkowo etatowo 570 osób, w tym 20 oficerów. Oficerowie tradycyjnie mieli kajuty i mesę na pokładzie bateryjnym w części rufowej. Na rufie znajdowała się kajuta dowódcy (na lewej burcie) oraz apartament i gabinet admiralski (na prawej burcie), a na samym krańcu salon dowódcy. Marynarze mieli kubryki na pokładzie bateryjnym między wręgami 24 a 76 i spali w hamakach. Na początku I wojny światowej liczebność załogi (na przykładzie „Aurory”) została zwiększona do 637, w tym 23 oficerów, a po remoncie w 1917 roku przewidywano jej zwiększenie do 723 osób.

### Uzbrojenie

#### Artyleria główna

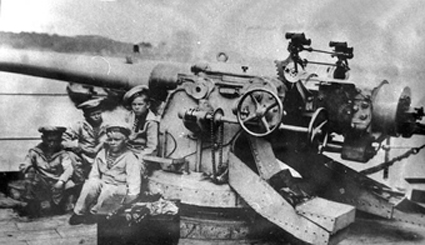
Działo 152 mm bez maski na „Dianie”

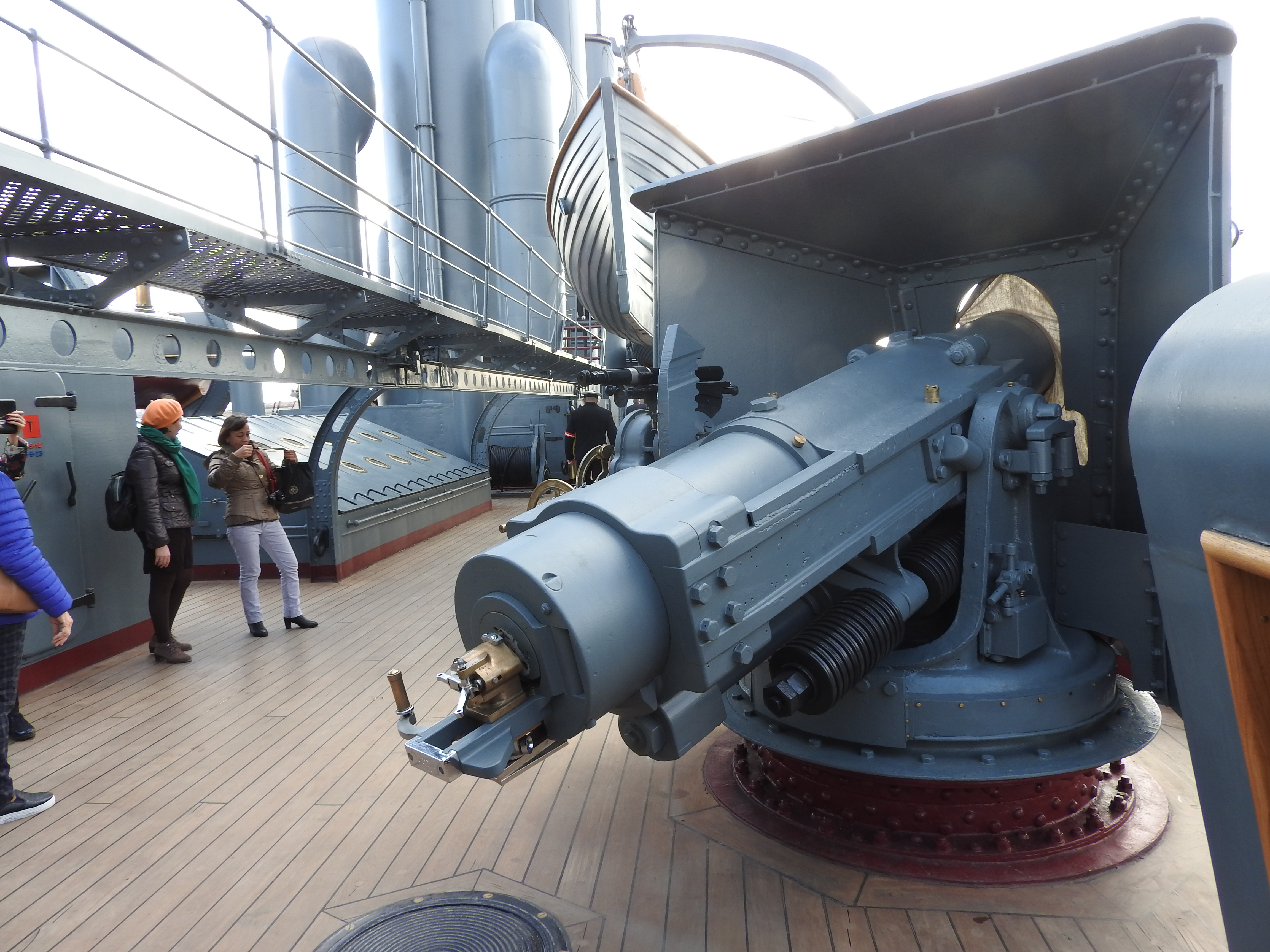
Działo 152 mm (nieoryginalne) na okręcie-muzeum „Aurora”. Widoczna szyna do transportu amunicji.

Uzbrojenie główne okrętów początkowo stanowiło osiem dział kalibru 152,4 mm systemu Canet, o długości lufy L/45 (45 kalibrów – 6,84 m). Po jednym dziale umieszczono centralnie na pokładzie dziobowym i rufowym, a po trzy na pokładzie górnym na każdej z burt – z tego dwie pierwsze pary umieszczono w rejonie mostka i pierwszego komina na sponsonach, a ostatnią parę na pokładzie na rufie, za niską osłoną stalową. Kąt ostrzału działa dziobowego i rufowego wynosił 250°, pierwszej pary dział burtowych 140°, drugiej pary: 110° i ostatniej pary: 135°. Na wprost do przodu i tyłu mogły teoretycznie strzelać po trzy działa, a salwę burtową tworzyło pięć dział. Kąt podniesienia luf wynosił od -6° do +15°, a maksymalna donośność 9800 m. Działa były rozdzielnego ładowania, z ładunkami miotającymi w łusce. Strzelały pociskami przeciwpancernymi, burzącymi lub szrapnelami o masie 41,4 kg. 
Zapas amunicji wynosił pierwotnie 1414 nabojów (około 176 na lufę), rozmieszczonych w czterech komorach (dwie na dziobie i dwie na rufie), skąd podnoszone były w pakietach po cztery sztuki elektrycznymi windami na pokład górny. Szybkostrzelność wynosiła do 5 strzałów na minutę (spadała do 2 w razie konieczności ręcznej obsługi wind z komór). Pakiety z amunicją były następnie podwieszane na wzdłużnej szynie i transportowane w pobliże stanowisk dział. Działa głównego kalibru, podobnie jak pozostałe, były produkcji petersburskich Zakładów Obuchowskich. Działa te początkowo nie otrzymały masek ochronnych, z wyjątkiem „Aurory”, która otrzymała dla sześciu dział płytkie maski w 1904 roku. Również w 1904 roku „Aurora” jako pierwsza została wyposażona w celowniki optyczne dział kalibru 152 mm i 75 mm.

#### Artyleria pomocnicza

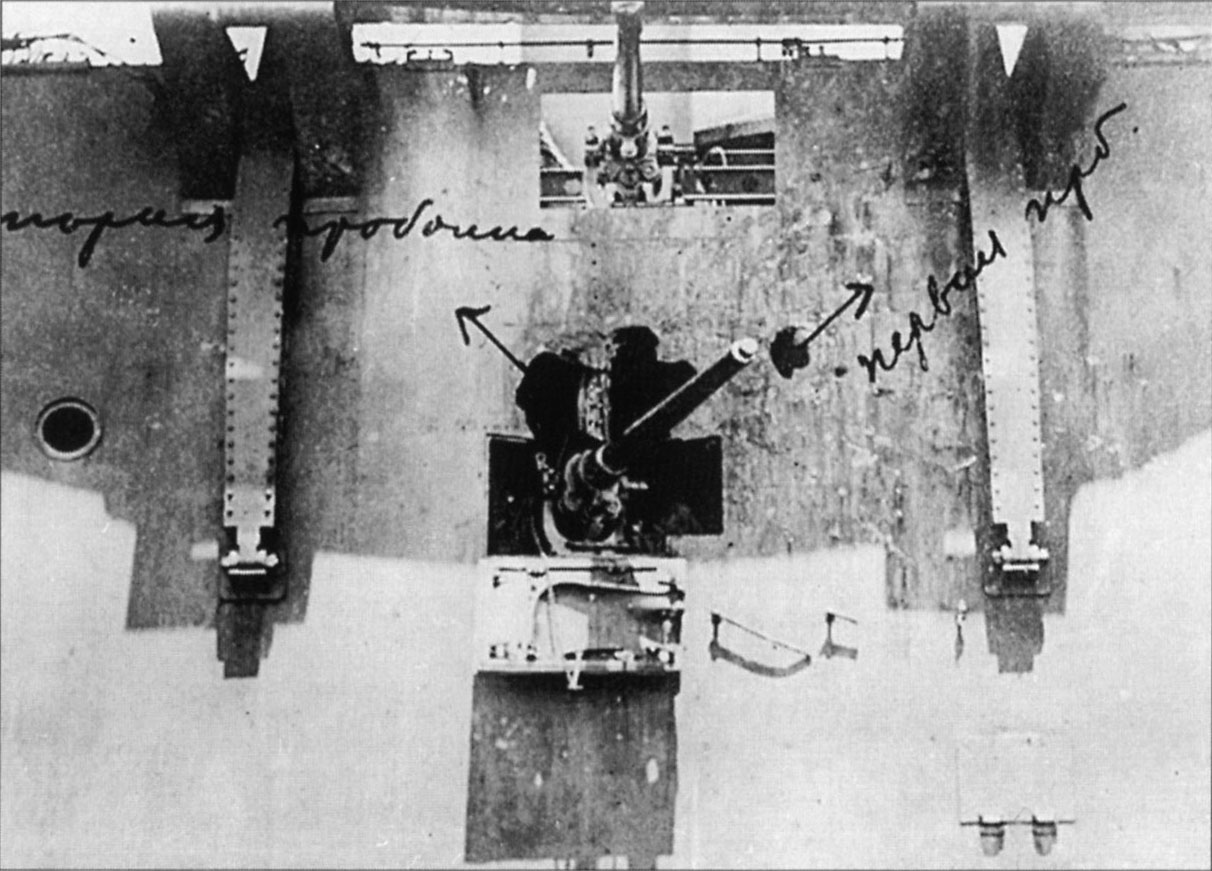
Działa 75 mm „Aurory” uszkodzone po bitwie pod Cuszimą

Uzbrojenie pomocnicze, przeznaczone do zwalczania torpedowców, stanowiły początkowo 24 działa kalibru 75 mm L/50 systemu Canet, na pojedynczych podstawach Mellera, z tego 12 w stanowiskach w burtach na pokładzie bateryjnym, a 12 na pokładzie górnym na śródokręciu, za nadburciem. Połowa z nich stanowiła salwę burtową, przy tym dwa działa umieszczone po bokach salonu kapitana mogły strzelać na wprost w kierunku rufy. Kąt podniesienia luf wynosił od -10° do +20°, a maksymalna donośność 7000 m. Strzelały tylko pociskami przeciwpancernymi o masie 4,9 kg, a zapas amunicji scalonej wynosił 6240 nabojów (260 na lufę), rozmieszczonych w ośmiu komorach. Z komór naboje były ponoszone windami w 16-nabojowych pakietach, również podwieszanych następnie na szynie i rozwożonych między stanowiskami. Szybkostrzelność wynosiła do 10 strzałów na minutę.
Początkowo uzbrojenie uzupełniało osiem działek szybkostrzelnych Hotchkiss kalibru 37 mm L/22,8, po dwa na mostku dziobowym i rufowym i cztery na marsie bojowym. Miały donośność 2778 m, a ich maksymalna szybkostrzelność wynosiła do 30 strzałów na minutę. Działka na marsie miały anachroniczne już przeznaczenie głównie do ochrony przed abordażem. Typowe dla rosyjskich okrętów I rangi uzbrojenie stanowiły wreszcie dwie armaty kalibru 63,5 mm Baranowskiego na lawetach kołowych dla oddziałów desantowych (nie miały one podstaw okrętowych). Do działek kalibru 37 mm zabierano 3600 nabojów, a do armat desantowych: 1440. W toku służby okręty wyposażano w karabiny maszynowe Maxima – w 1904 roku „Aurora” otrzymała dwa na mostku dziobowym.

#### Broń podwodna
Okręty miały początkowo trzy stałe wyrzutnie torpedowe kalibru 381 mm, z tego jedną nadwodną, umieszczoną w stewie dziobowej, i dwie podwodne strzelające na każdą z burt. Podwodne wyrzutnie znajdowały się we wspólnym przedziale pod pokładem pancernym, nad centralą, umieszczone prostopadle do zbiegających się burt (z niewielkim nachyleniem ich osi w kierunku dziobu). Celowanie odbywało się całym okrętem. Zapas wynosił osiem torped, w tym dwie dla wyrzutni dziobowej. Torpedy Whiteheada miały długość 5,18 m i zasięg do 1800 m. Ponadto okręty zabierały w komorze minowej wewnątrz kadłuba 35 min, o kształcie kulisto-stożkowym, które mogły być stawiane z łodzi okrętowych. Kutry krążowników mogły także być uzbrojone w miotacze niesamobieżnych torped kalibru 254 mm, wyrzucanych ładunkiem prochowym, których na okręcie przewożono sześć.

#### Zmiany uzbrojenia
Po wojnie rosyjsko-japońskiej, oba ocalałe rosyjskie okręty były kilkakrotnie przezbrajane, a miejsca niektórych dział przesuwano. Wkrótce po wojnie, na podstawie doświadczeń z niej płynących wzmocniono artylerię główną o dwa działa, do 10 armat kalibru 152 mm, zmniejszając liczbę dział kalibru 75 mm o cztery, do 20. Dodatkową parę armat głównego kalibru umieszczono przed rufową parą dział burtowych, na niewielkich sponsonach, na miejscu dział 75 mm. Dla zwiększenia kąta ostrzału, powiększono wycięcia w nadburciach. Po 1908 roku działa głównego kalibru na obu krążownikach wyposażono w wydłużone maski ochronne. Usunięto też mało przydatne wyrzutnie torped, miny i marsy bojowe z działkami 37 mm. Na nowym mostku rufowym natomiast ustawiono dwa karabiny maszynowe Maxima. Zimą 1914/1915 roku krążowniki wyposażono w tory minowe na pokładzie i przystosowano do stawiania 150 min wz. 08 („Aurora”) lub 126 min („Diana”).

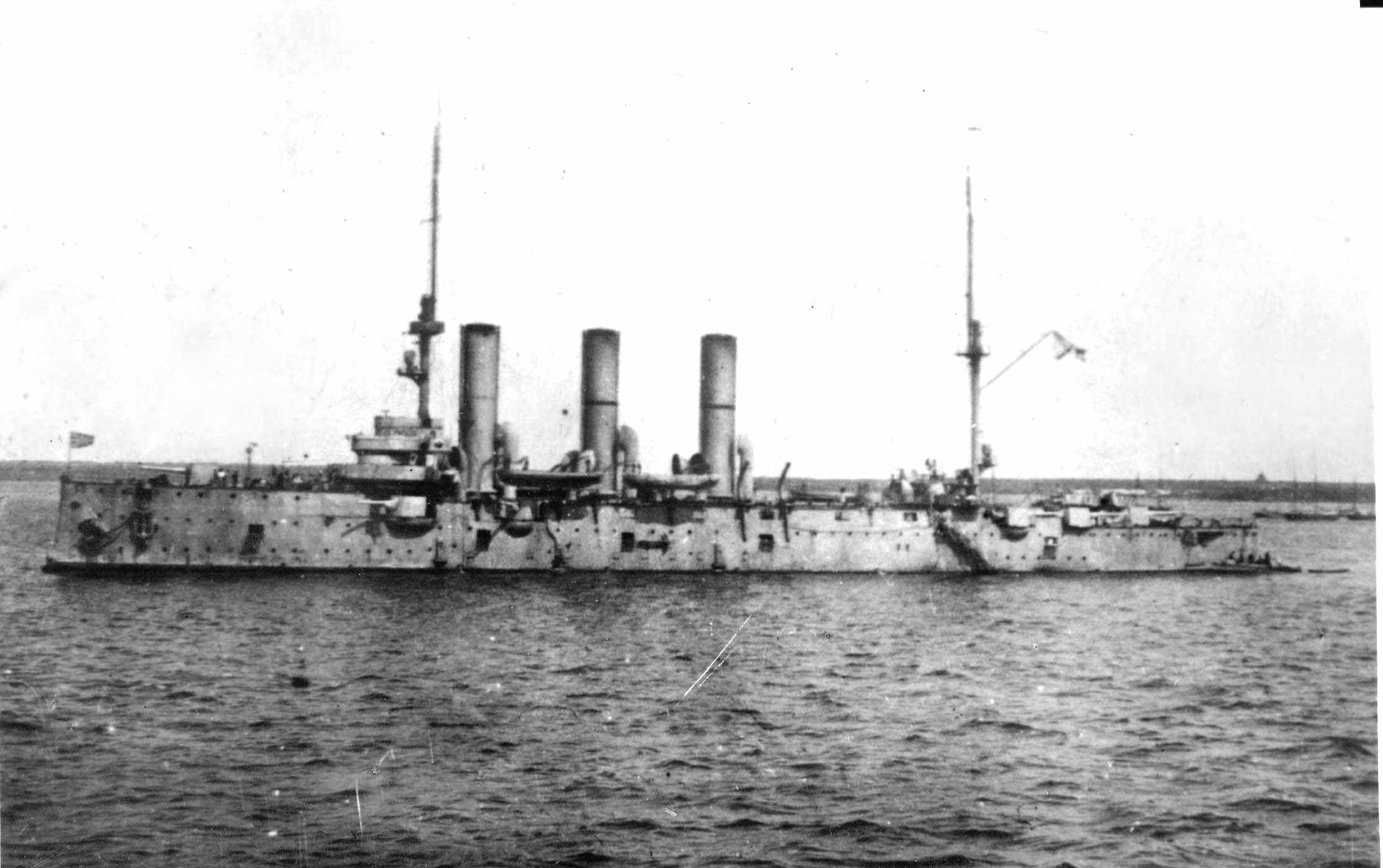
„Diana” po przezbrojeniu w działa 130 mm

Na przełomie wiosny i lata 1915 roku „Diana” została przezbrojona w 10 nowych długolufowych dział kalibru 130 mm L/55. Działa te strzelały pociskami o masie 36,86 kg i ich kąt podniesienia lufy wynosił 20°, a donośność 15 364 m. Szybkostrzelność wynosiła do 10 strzałów na minutę. Zapas amunicji wynosił 1500 nabojów rozdzielnego ładowania (po 150 na lufę). Dla zwiększenia kąta ostrzału działo rufowe przesunięto nieco w kierunku rufy, a dwa znajdujące się po jego bokach rozsunięto bardziej ku burtom, tworząc małe sponsony. Cztery zdjęte działa kalibru 152 mm zamontowano natomiast na „Aurorze”, podnosząc ich liczbę do 14 i usuwając przy tym 16 mało przydatnych armat kalibru 75 mm, z zaślepieniem ich stanowisk burtowych. Oprócz pojedynczych dział na dziobie i rufie, na każdej z burt były ustawione po trzy działa w grupie dziobowej i rufowej, a salwę burtową tworzyło osiem dział. Zimą 1916/1917 roku na „Aurorze” zwiększono kąt podniesienia dział do 25° i również przesunięto działa dziobowe i rufowe dalej ku krańcom, a ostatnią rufową parę dział rozsunięto bardziej ku burtom. Dalszym zmianom uzbrojenia, opisanym osobno, „Aurora” podlegała już jako okręt szkolny.
Podczas I wojny światowej na okrętach montowano też działa przeciwlotnicze. Na początku 1916 roku „Aurora” otrzymała brytyjskie działko automatyczne 40 mm Vickers na mostku rufowym. W lipcu tego roku oba okręty otrzymały cztery armaty 75 mm Canet L/50 na podstawach przeciwlotniczych Mellera. Miały one kąt podniesienia luf zwiększony do +70° (w podstawach pierwszej serii +50°). Dopiero w 1923 roku „Aurora” otrzymała przewidziane w 1917 roku armaty przeciwlotnicze 76 mm Lendera, a potem jej uzbrojenie jeszcze się zmieniało.

### Opancerzenie

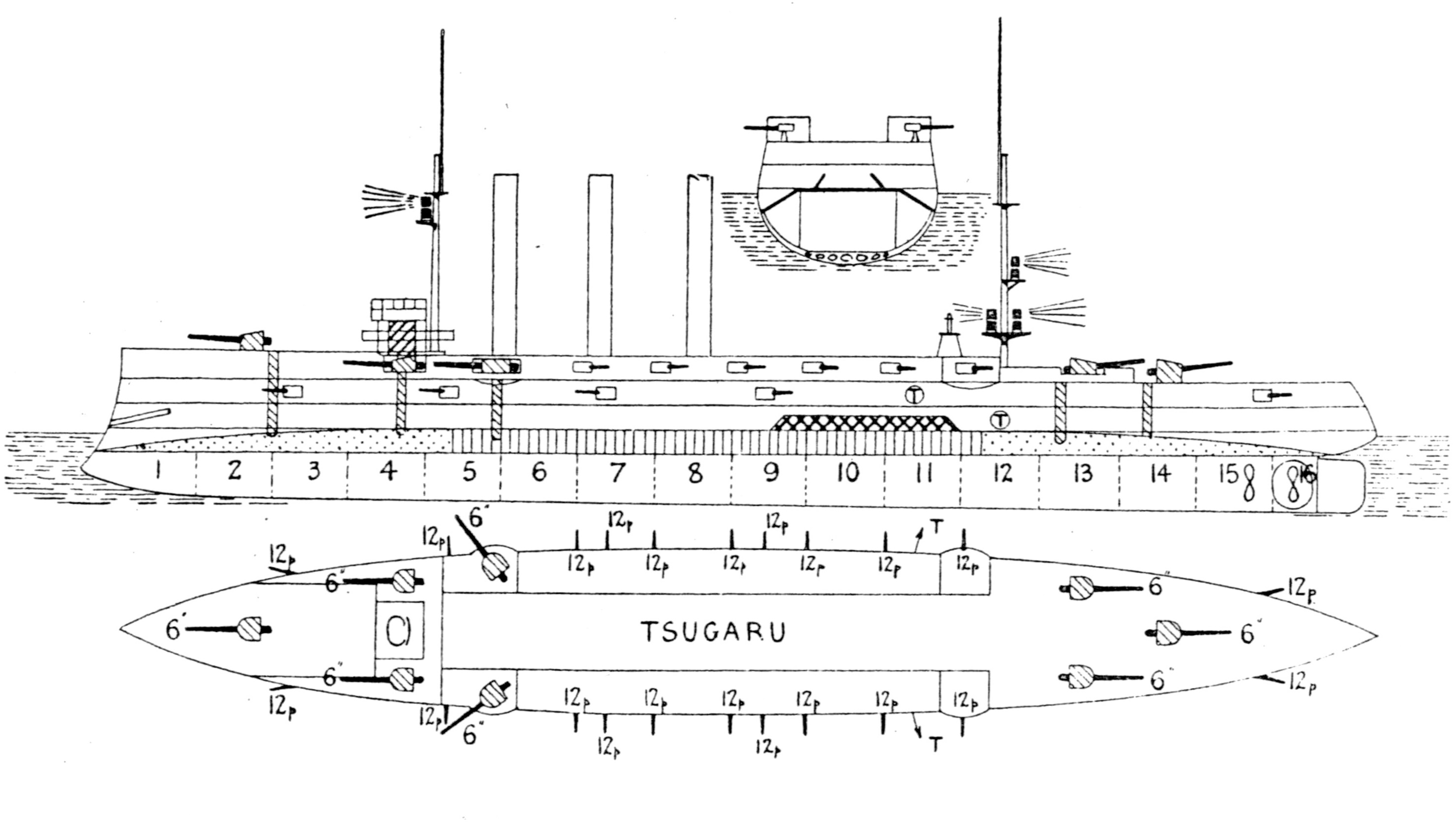
Uproszczony schemat opancerzenia

Opancerzenie stanowił typowy dla krążowników pancernopokładowych wewnętrzny pokład pancerny w formie skorupy żółwia pokryty płytami ze stosunkowo miękkiej niklowej stali. Płaska część pokładu znajdowała się na wysokości 0,6 m nad linią wodną, na odcinku między wręgami 16 a 126, a poza nimi na samym dziobie i rufie schodziła pod wodę. Po bokach pokład schodził skosami pod kątem 40° do burt, łącząc się z nimi na głębokości 1,35 m pod linią wodną. Grubość pancerza wynosiła w środkowej płaskiej części 38 mm, na skosach bocznych 63,5 mm, a w ich najniższej części bezpośrednio przylegającej do burt pod linią wodną 50,8 mm (grubości zaprojektowane były w systemie calowym). Stalowy pokład miał grubość 12,7 mm, co zwiększało efektywną grubość opancerzenia. Przejście między płaską częścią a skosami było płynnie zaokrąglone. Jedynie nad maszynowniami pokład miał wypukłość ze względu na wysokość maszyn, sięgając 1,1 m nad linię wodną. Płyty na pancerz pokładu były zamówione we francuskich zakładach Châtillon-Commentry w Montluçon (koszt 6,5 mln rubli w złocie za dwa pierwsze okręty), gdyż w Rosji ich jeszcze nie produkowano.
Poszczególne elementy konstrukcji były ponadto opancerzone pancerzem pionowym ze stali chromoniklowej. Najgrubszy pancerz ścian grubości 152 mm miała wieża dowodzenia, przy tym z tyłu miała otwarte wejście ekranowane taką samą płytą. Wieża początkowo miała szczelinę obserwacyjną wysokości 304,8 mm. Dach wieży wykonany był z małomagnetycznej stali grubości 51 mm, dla zniwelowania wpływu na kompasy, a szyb komunikacyjny pod nią do centrali pod pokładem pancernym miał grubość ścian 89 mm. Ponadto szyby wind amunicyjnych, kożuchy przewodów kominowych między pokładem pancernym a bateryjnym i osłony niektórych przewodów miały pancerz grubości 38 mm. Płyty dla nich wykonywały Zakłady Iżorskie. Masa pancerza ogółem wynosiła 707 ton (ok. 10% wyporności). „Aurora” otrzymała w 1904 roku maski przeciwodłamkowe dział artylerii głównej grubości 25,4 mm, a „Diana” po wojnie rosyjsko-japońskiej. Po wojnie rosyjsko-japońskiej zmodyfikowano konstrukcję wież dowodzenia, które miały teraz w ścianach szczeliny wysokości 76,2 mm.

### Napęd

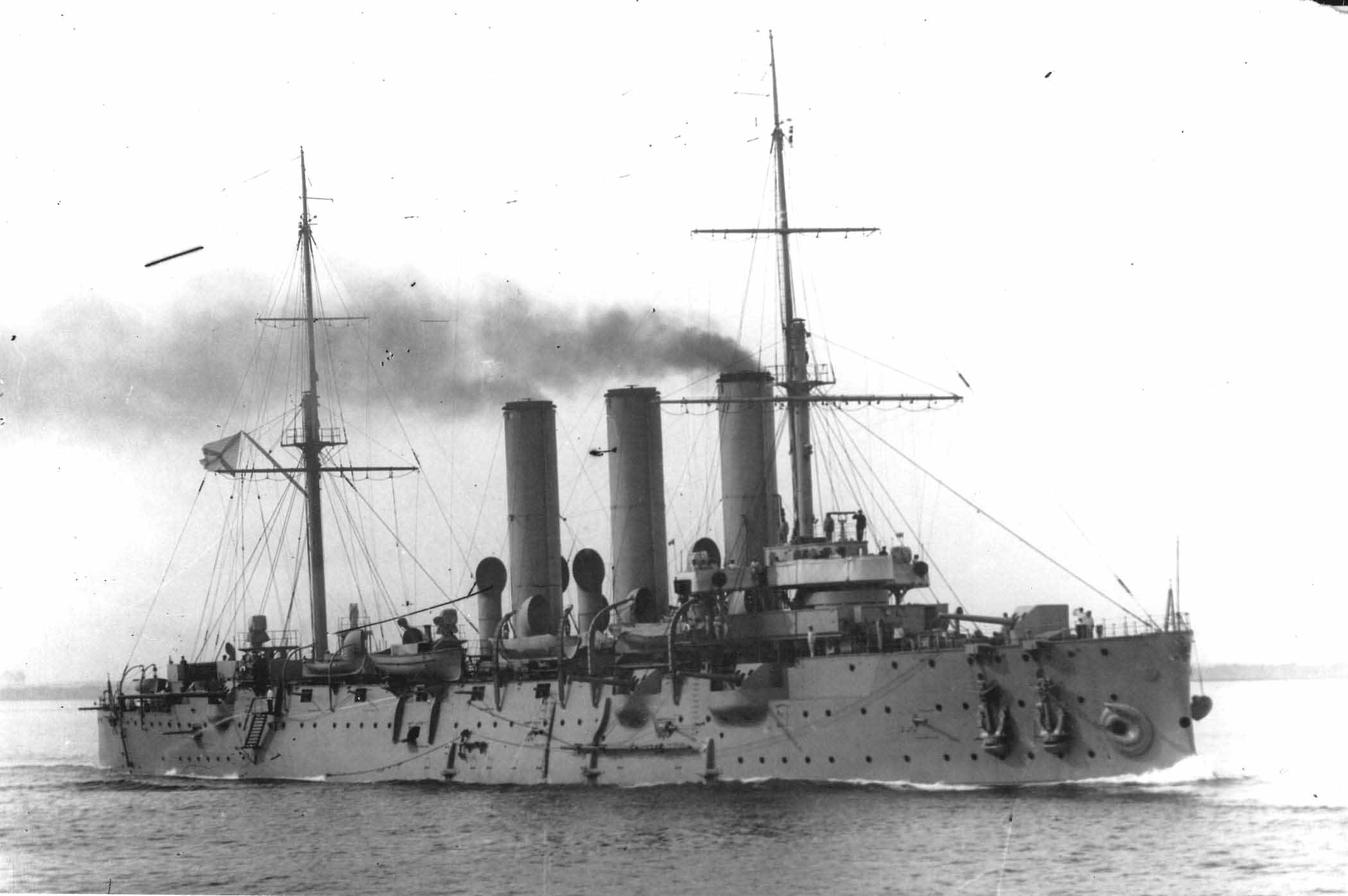
„Aurora” w marszu z dużą prędkością w ok. 1910 roku

Okręty napędzały trzy trzycylindrowe pionowe maszyny parowe potrójnego rozprężania, o łącznej projektowej mocy indykowanej 11 610 KM. Miały cylindry o średnicach: 800 cm (wysokiego ciśnienia), 1273 cm (średniego ciśnienia) i 1900 cm (niskiego ciśnienia) oraz skok tłoka 870 cm. Maszyny zbudowało Towarzystwo Francusko-Rosyjskich Zakładów. Na próbach okręty przekroczyły moc projektową, osiągając do 13 100 KM w przypadku „Pałłady”. Ciśnienie w cylindrach wysokiego ciśnienia wynosiło 12,9 atmosfery. Parę dla maszyn wytwarzały 24 kotły wodnorurkowe systemu Belleville model 1894, rozmieszczone w trzech kotłowniach, po osiem w każdej. Kotły również były produkcji Francusko-Rosyjskich Zakładów. Łączna powierzchnia ogrzewalna kotłów wynosiła 3355 m², a łączna powierzchnia rusztów 108 m². Ciśnienie robocze w kotłach wynosiło 17,2 atmosfery. Spaliny odprowadzane były przez trzy wysokie kominy o średnicy 2,7 m, dla każdej kotłowni osobny. Kotłownie miały po dwie dmuchawy do kotłów i cztery wentylatory, z napędem parowym. Okręty nie miały kotłów pomocniczych.
Maszyny napędzały bezpośrednio trzy trzyłopatowe śruby z brązu o średnicy 4,09 m. Wały bocznych śrub były odchylone na boki o ok. 3°. Przy pełnej mocy prędkość obrotowa wynosiła 135 obr./min. Napęd miał umożliwiać osiąganie ciągłej prędkości maksymalnej 20 węzłów, lecz żaden z okrętów nie rozwinął na próbach prędkości projektowej, osiągając prędkości średnie powyżej 19 węzłów. Mimo to, „Pałłada” w japońskiej służbie, po remoncie, zlikwidowaniu przegłębienia na dziób, regulacji maszyn i doborze optymalnego skoku śrub, osiągnęła prędkość średnią 20 węzłów, a chwilową nawet 21,85 węzła.
Normalny projektowy zapas paliwa – węgla – wynosił 800 ton, a pełny 972 tony. Faktycznie maksymalny zapas wynosił 1070 ton, w tym 810 ton w głównych zasobniach (informacja dla „Diany”). Węgiel mieścił się w 24 burtowych zasobniach po bokach kotłowni (12 dolnych i 12 górnych) oraz 8 zapasowych nad skosami pokładu pancernego nad maszynowniami. W przypadku „Aurory”, liczbę górnych zasobni zwiększono do 20 (mniejszych), a zapas normalny węgla wynosił 912 ton, lecz zapas pełny zmniejszono do 965 ton. Węgiel z zapasowych zasobni jednak musiał być ręcznie wynoszony na górny pokład, a stamtąd zsypywany lukami do głównych zasobni, co powodowało, że tempo jego przeładowywania było niskie (normalnie 30 t/dobę). Zasięg projektowy wynosił 4000 mil morskich przy prędkości ekonomicznej 10 węzłów z pełnym zapasem węgla. Faktycznie okręty zużywały więcej węgla niż zakładano, a zasięg przy takiej prędkości po kilku latach służby bojowej wynosił 2570 mil (dzienne zużycie 110 t – informacja dla krążownika „Diana” w 1904 roku).

### Wyposażenie
Energię elektryczną wytwarzały cztery główne prądnice parowe (dynamomaszyny) firmy Union o mocy po 67,2 kW, wytwarzające prąd stały o napięciu 105 V, umieszczone pod pokładem pancernym po dwie na dziobie i rufie. Ponadto dwie pomocnicze prądnice o mocy po 33,6 kW znajdowały się na górnym pokładzie. Łączna moc wytworników prądu wynosiła 336 kW. Odbiornikami prądu były m.in. lampy oświetlenia, pompy, wentylatory, maszyna sterowa i winda kotwiczna. Okręty były wyposażone w sześć reflektorów bojowych o średnicy 75 cm, poruszanych elektrycznie. Umieszczone były na platformach na obu masztach (na wysokości 8,5 m i 7,9 m nad wodą) i po dwa na górnych skrzydłach mostka i mostka rufowego (późniejszego środkowego). W latach 1906–1908 zdjęto dwa reflektory z masztów wraz z ich platformami, lecz na początku 1916 roku zamontowano je tam ponownie, usuwając je z mostka. Do oświetlenia awaryjnego służyły lampy naftowe.
Przed wypłynięciem na Daleki Wschód wszystkie trzy okręty zostały wyposażone w radiostacje, umieszczone prawdopodobnie w pokładówce na rufie (przewidzianej według projektu na marszową kabinę dowódcy). Pierwotne radiostacje rosyjskiej produkcji jednak były słabe, zapewniając łączność do 10–15 mil morskich. „Aurora” otrzymała w 1904 roku nowocześniejszą radiostację firmy Telefunken, a później montowano jeszcze nowsze typy. Okręty otrzymały też przed wypłynięciem po jednym zakupionym w Wielkiej Brytanii dalmierzu Barr & Stroud o bazie 1,38 m (4,5 stopy), umieszczonym na marsie masztu dziobowego. W latach 1906–1908 ocalałe krążowniki otrzymały dalmierz na dachu pomostu nawigacyjnego.
Ster był pojedynczy, piórowy, zawieszony na tylnicy, o powierzchni ok. 16 m², wykonany z ramy z brązu z tekowym wypełnieniem, poszytym miedzianą blachą. Okręty otrzymały elektryczne maszyny sterowe, dla porównania, z różnych firm. Ponadto miały rezerwową maszynę parową i możliwość ręcznego poruszania steru. Manewrowość okrętów jednak okazała się słaba, w dużej mierze z powodu wyboru układu trzyśrubowego oraz odchylenia wałów bocznych śrub. Okręty miały otrzymać trzy nowoczesne kotwice Halla, importowane początkowo z Wielkiej Brytanii, lecz otrzymała je tylko „Aurora”, a pozostałe okręty dla przyspieszenia wyposażono w stosowane do tej pory kotwice patentowe systemu Martina, produkcji Zakładów Iżorskich. Kotwice o masie 4,6 tony były przenoszone na poduszkach na burtach: dwie na prawej i jedna na lewej. Okręty miały też mniejsze kotwice pomocnicze.
Początkowo okręty wyposażone były w sieci przeciwtorpedowe, rozkładane na 20 wytykach, używane podczas kotwiczenia, a w razie konieczności w ruchu z prędkością do 6 węzłów. Usunięto je podczas remontu po wojnie rosyjsko-japońskiej.
Okręty przenosiły dwa kutry parowe o długości 9,14 m i osiem łodzi wiosłowych różnych rozmiarów (18- i 16-wiosłowe barkasy, 14- i 12-wiosłowe kutry, dwa 6-wiosłowe welboty, dwa jały).

## Służba
Uwaga: daty do 1918 roku w kalendarzu juliańskim (starego stylu), po ukośniku w gregoriańskim

### Wojna rosyjsko-japońska 1904–1905

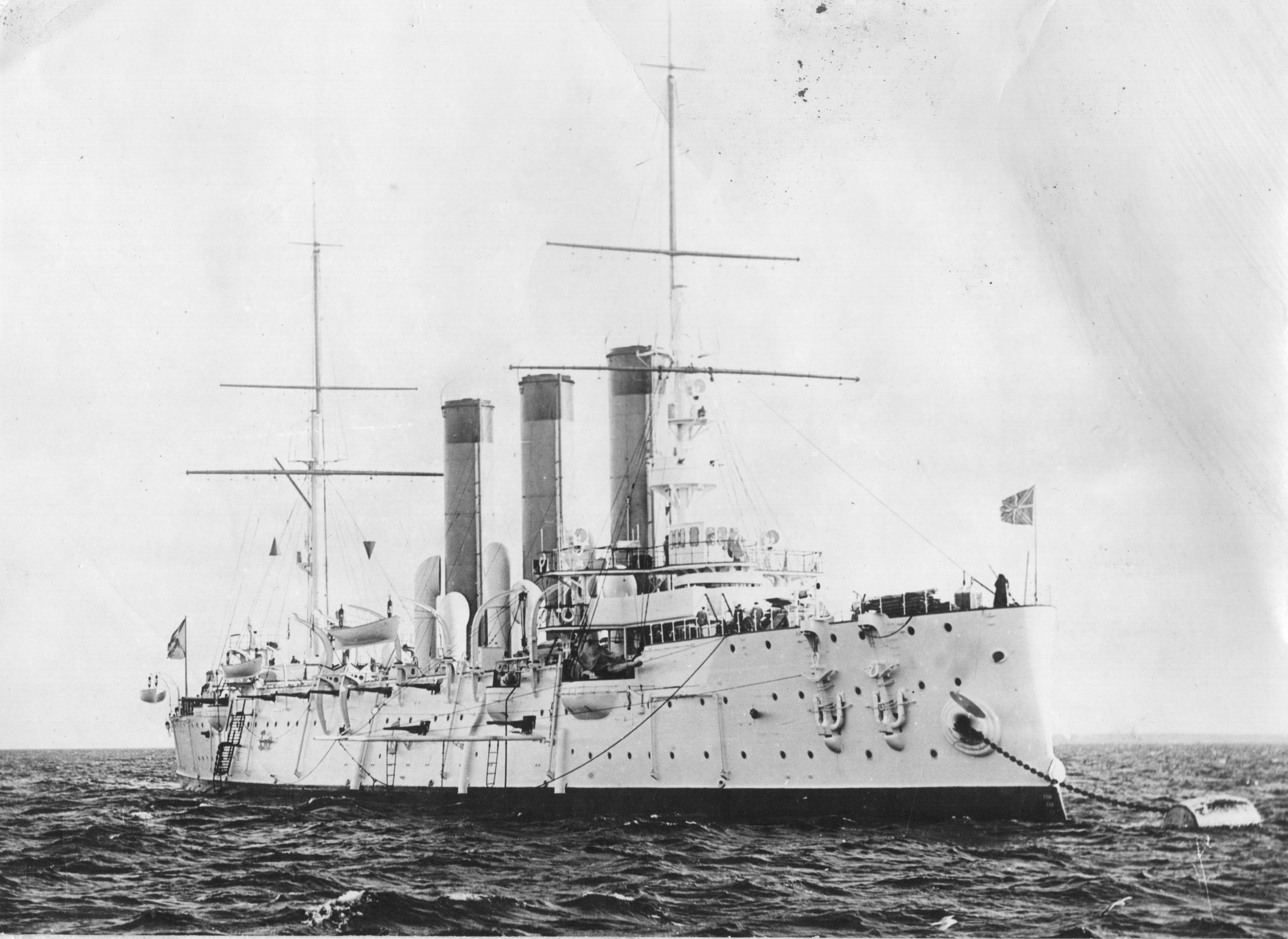
„Diana” przed wyjściem na Daleki Wschód w 1902 roku, w malowaniu pokojowym

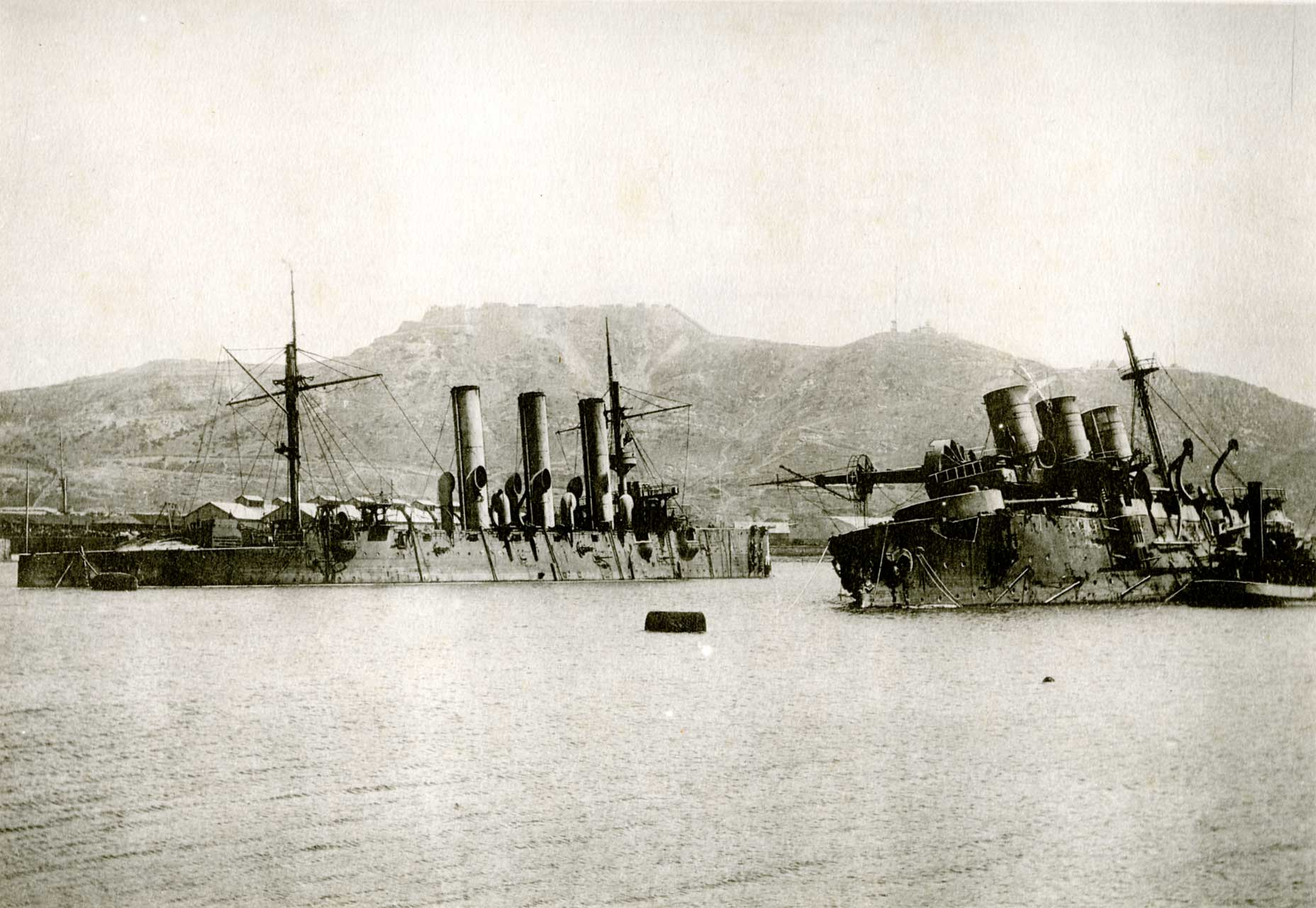
„Pałłada” (po lewej) zatopiona w Port Artur, 1905 rok

„Pałłada” i „Diana” uzyskały gotowość bojową jesienią 1902 roku i 17 października tego roku wyszły z Kronsztadu na Daleki Wschód, po czym dotarły w kwietniu 1903 roku do rosyjskiej bazy Port Artur, wchodząc tam w skład Eskadry Oceanu Spokojnego. „Aurora” również po osiągnięciu gotowości bojowej we wrześniu 1903 roku wyszła w rejs na Daleki Wschód, dołączając na Morzu Śródziemnym do zespołu kontradmirała Andersa Wireniusa, lecz po wybuchu wojny z Japonią zespół ten został w lutym 1904 roku zawrócony z Dżibuti do Rosji.
„Pałłada” i „Diana” brały udział w walkach pod Port Artur podczas wojny rosyjsko-japońskiej, począwszy od ataku japońskich torpedowców na redę bazy w nocy z 26 na 27 stycznia 1904 roku. „Pałłada” została wówczas uszkodzona jedną torpedą i osadzona na mieliźnie, mimo to ostrzeliwała jednostki japońskie w dziennej bitwie pod Port Artur, w której brała udział „Diana”. „Diana” następnie służyła głównie do pełnienia dozorów na zewnętrznej redzie Port Artur, a 28 kwietnia dołączyła do niej wyremontowana „Pałłada”. Podobnie jak z innych rosyjskich okrętów, część artylerii zdjęto z nich następnie na front lądowy. Okręty wzięły udział w pierwszej próbie przebicia się eskadry rosyjskiej do Władywostoku 10 czerwca, zakończonej zawróceniem okrętów rosyjskich po natknięciu się na siły japońskiej blokady.
28 lipca oba okręty wzięły udział w drugiej nieudanej próbie przebicia się do Władywostoku, zakończonej bitwą na Morzu Żółtym. Z powodu małej prędkości maksymalnej nie mogły towarzyszyć krążownikom „Askold” i „Nowik” w próbie przełamania blokady i „Pałłada” powróciła z siłami głównymi do Port Artur, z lekkimi uszkodzeniami. „Diana” natomiast, mimo przebicia poniżej linii wodnej, odłączyła się w nocy w celu próby dotarcia do Władywostoku, ale ostatecznie popłynęła 12 sierpnia do francuskiego Sajgonu, gdzie 29 sierpnia została internowana. Po tej bitwie duże rosyjskie okręty nie podejmowały już prób przebicia się z twierdzy. „Pałłada” uczestniczyła jeszcze w sierpniu w ostrzale wojsk japońskich z wewnętrznej redy, lecz do września zdjęto z niej większość dział 75 mm i 152 mm. Od października „Pałłada” była ostrzeliwana przez ciężką artylerię, a po uzyskaniu przez Japończyków możliwości korygowania ognia, 24 listopada 1904 roku została zatopiona w Port Artur na płytkiej wodzie.

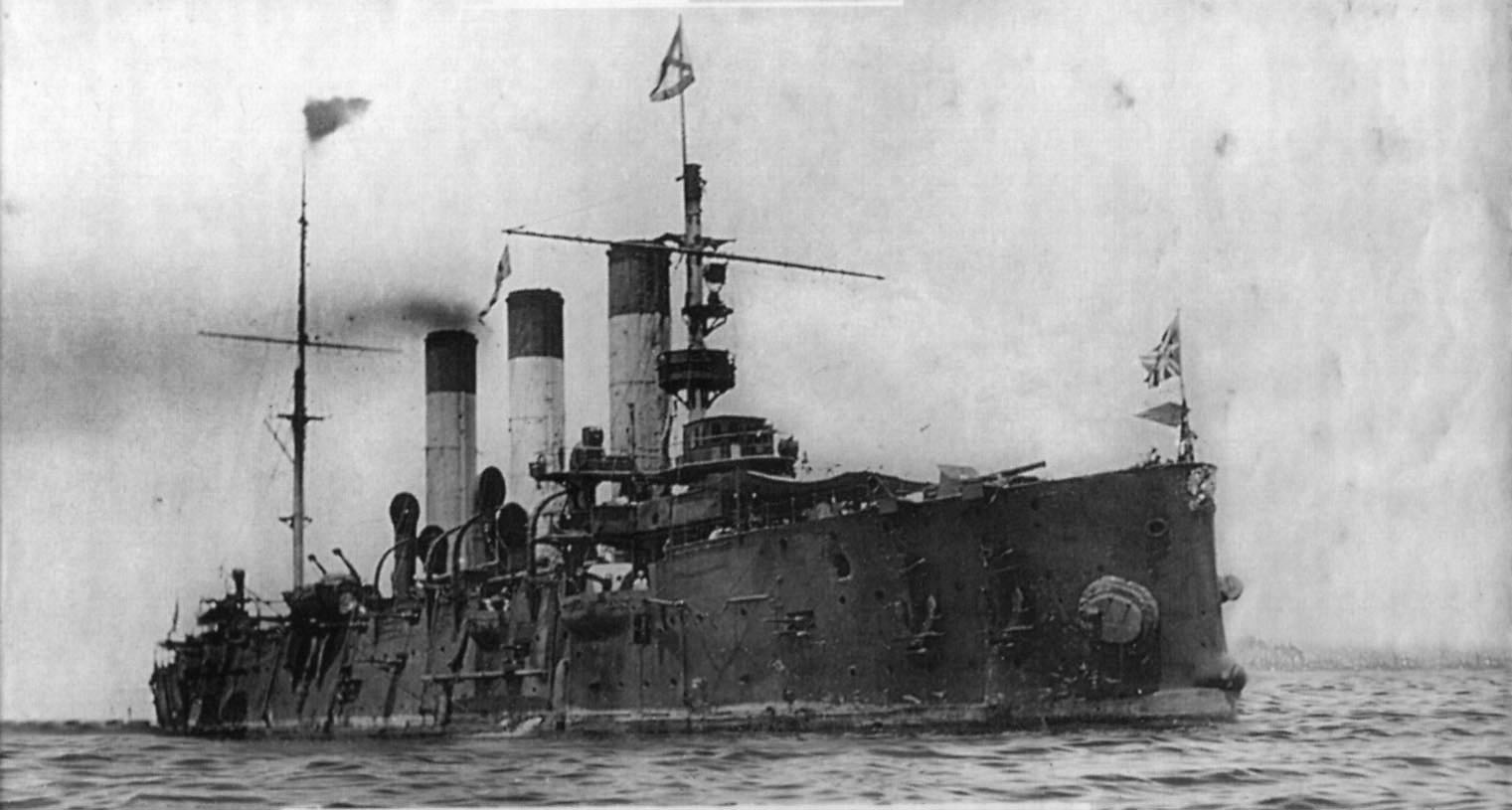
„Aurora” z uszkodzeniami po bitwie pod Cuszimą, 1905 rok

„Aurora” została w tym czasie włączona do II Eskadry Oceanu Spokojnego i 2 października 1904 roku wyszła z nią ponownie z Rosji na Daleki Wschód, płynąc wokół Afryki. W dniach 14–15 (27–28) maja 1905 roku „Aurora” wzięła udział w przegranej bitwie pod Cuszimą, w której razem z innymi krążownikami pancernopokładowymi ochraniała statki transportowe. W toku bitwy walczyła z japońskimi krążownikami, otrzymując 18 lub według innych źródeł 21 trafień. „Aurora” przetrwała bitwę i zdołała 21 maja dotrzeć do amerykańskiej bazy w Manili, gdzie została internowana do końca wojny.

### Przed I wojną światową 1906–1914

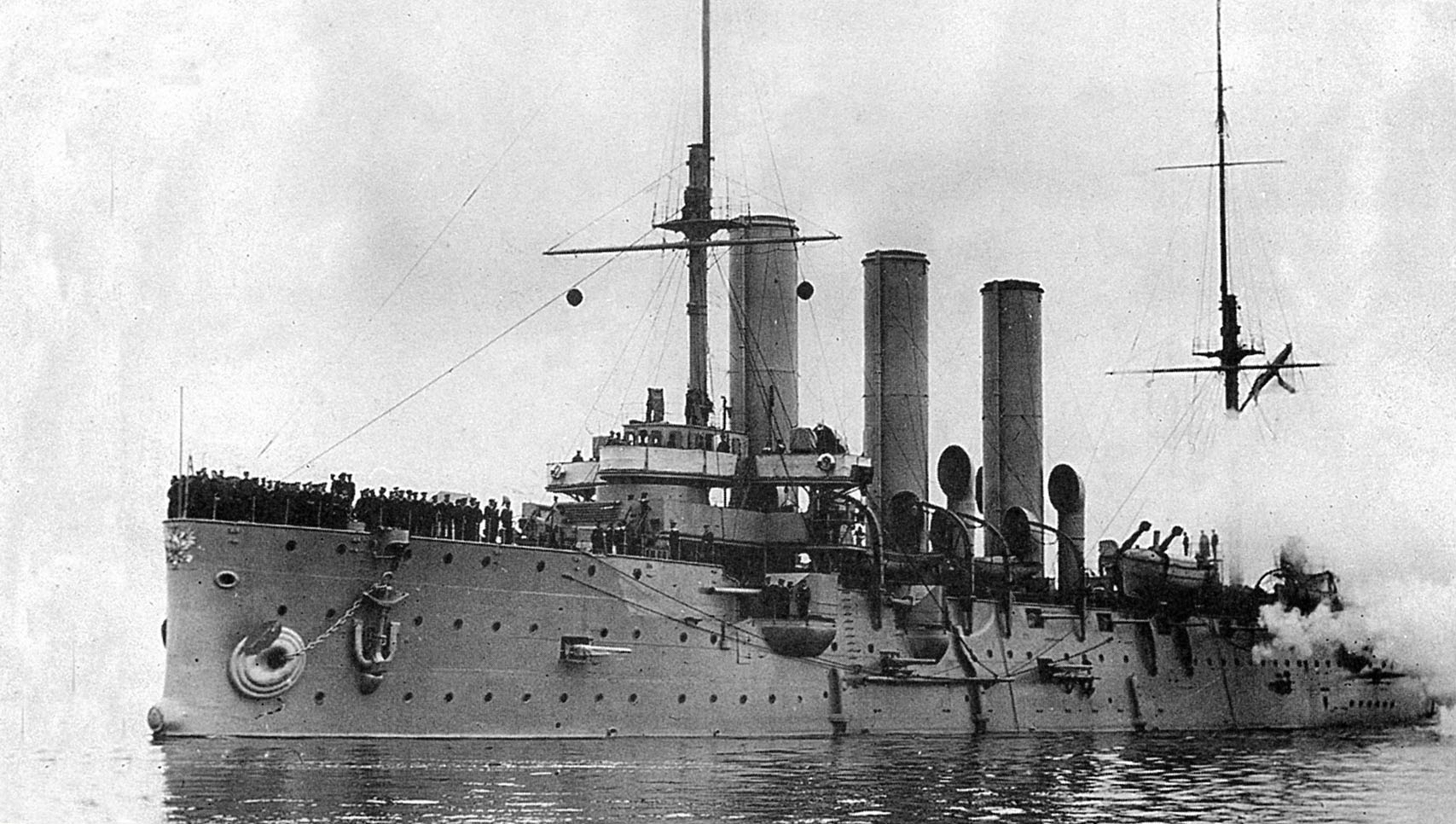
„Diana” po 1908 roku

Po zakończeniu wojny i internowania, „Diana” 8 stycznia, a „Aurora” 19 lutego 1906 roku powróciły do Rosji na Bałtyk. Oba okręty zostały w latach 1906–1909 wyremontowane, przy czym ich uzbrojenie zostało wzmocnione do 10 dział 152 mm z maskami ochronnymi, natomiast zdjęto cztery działa 75 mm, wyrzutnie torped i miny. We wrześniu 1907 roku okręty zostały przeklasyfikowane z krążowników I rangi na krążowniki. Przydzielono je do oddziału szkolnego i od października 1909 do marca 1910 roku oba odbyły zespołowy rejs z podchorążymi na Morze Śródziemne. Na przełomie 1910/1911 roku „Aurora” odbyła kolejny rejs szkolny na Morze Śródziemne, a od września 1911 do lipca 1912 roku daleki rejs szkolny do Syjamu i na Jawę. W 1912 roku „Dianę” rozbrojono i zdecydowano przystosować do roli okrętu-bazy, a następnie szkolnego okrętu artyleryjskiego. Dopiero jednak w obliczu wybuchu wojny światowej w lipcu 1914 roku uzbrojono ją tymczasowo w osiem dział kalibru 120 mm. „Aurora” tymczasem nadal od 1912 do 1914 roku służyła do szkolenia na Bałtyku.

### I wojna światowa i rewolucja 1914–1922

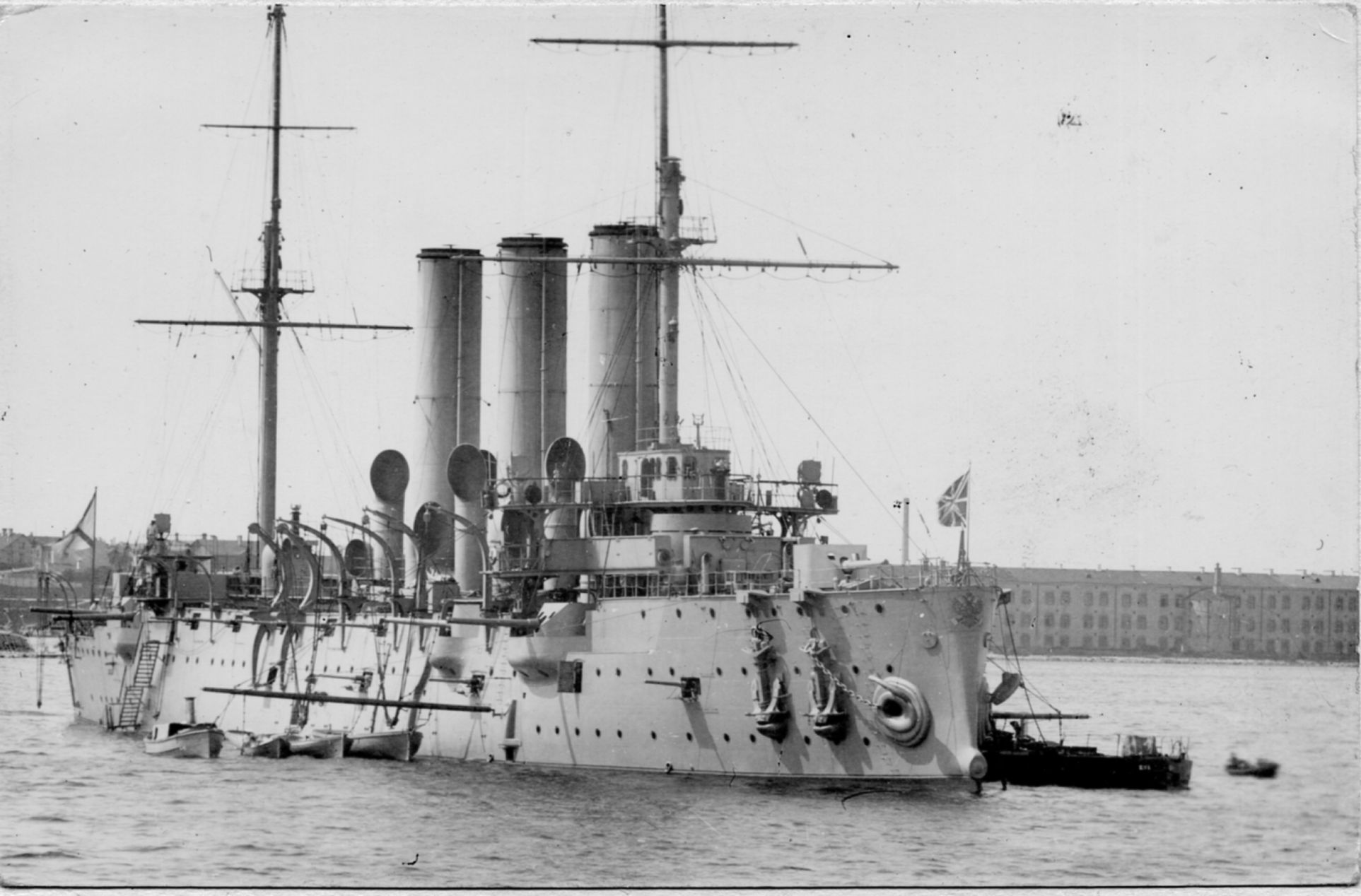
„Aurora” tuż przed I wojną światową

W początkowym okresie I wojny światowej oba okręty, wcielone do 2. Brygady Krążowników Floty Bałtyckiej, pełniły służbę dozorową. Pod koniec roku „Diana” została przezbrojona powtórnie w 10 dział 152 mm i 4 działa 75 mm, a następnie zimą oba okręty wyposażono w tory minowe i przystosowano do stawiania min. Wreszcie na przełomie wiosny i lata 1915 roku „Diana” została przezbrojona w 10 nowych dział kalibru 130 mm, a liczbę dział 152 mm „Aurory” zwiększono do 14. 16 czerwca 1916 roku „Diana” wyszła w składzie zespołu na rejs bojowy pod Norrköping, w trakcie którego doszło 17 czerwca do starcia rosyjskiego zespołu z niemieckimi niszczycielami, bez potwierdzonych strat po obu stronach (było to jedyne starcie morskie okrętów typu Diana podczas tej wojny). Po uzbrojeniu w cztery działa przeciwlotnicze kalibru 75 mm, oba okręty zostały następnie skierowane w lipcu do patrolowania Zatoki Ryskiej, będąc w styczności z niemieckimi wojskami i lotnictwem. „Aurora” przebywała tam tylko do sierpnia, po czym została skierowana do remontu w Piotrogrodzie, a „Diana” – do października 1916 roku. Podczas rewolucji lutowej w 1917 roku na stacjonującej w Helsinkach „Dianie” zabito starszego oficera, a na remontowanej „Aurorze” dowódcę. Ponownie 3 października 1917 roku „Diana” została wysłana do wsparcia sił walczących w Zatoce Ryskiej, lecz nie weszła już tam z uwagi na odwrót rosyjski, ostrzeliwując tylko samoloty.
Pozostająca w Piotrogrodzie „Aurora” zyskała sławę na skutek udziału okrętu i jego marynarzy w rewolucji październikowej, która wybuchła 25 października/7 listopada 1917 roku i rozpoczęła wojnę domową w Rosji. Z okrętu oddano tego dnia na polecenie komitetu bolszewickiego strzał ślepym nabojem w celu zaalarmowania okrętów na Newie do stanu gotowości. Późniejsza propaganda rozpowszechniła i utrwaliła wersję, że był to sygnał do udanego ataku na Pałac Zimowy, co nie miało pokrycia w rzeczywistych wydarzeniach, lecz uczyniło z „Aurory” symbol rewolucji. „Aurora” dołączyła po tym do „Diany” zimującej w Helsinkach, lecz z uwagi na zagrożenie przez niemieckie natarcie, między 22 a 27 grudnia 1917 roku oba krążowniki przeszły wraz z brygadą do Piotrogrodu w trudnych warunkach zalodzenia Zatoki Fińskiej, w tzw. lodowym przejściu Floty Bałtyckiej. Z uwagi na braki załóg oraz potrzeby frontu lądowego, w połowie 1918 roku oba okręty zostały jednak rozbrojone i odstawione na konserwację w Kronsztadzie. „Diana” została ostatecznie wycofana i sprzedana w 1922 roku na złom do Niemiec. Z uwagi na lepszy stan techniczny, zdecydowano natomiast zachować „Aurorę” do celów szkolnych.

### Od okresu międzywojennego do czasów obecnych

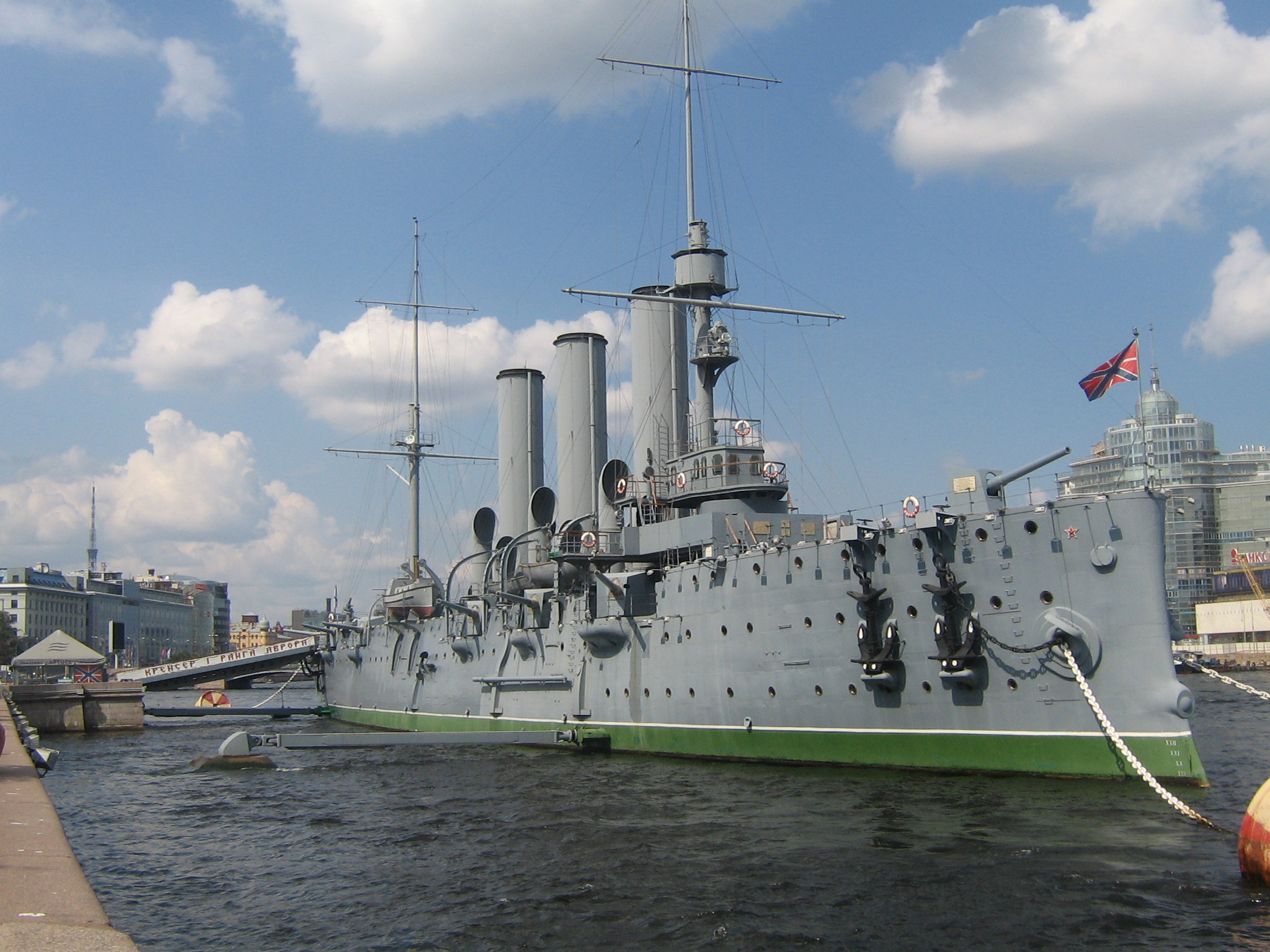
„Aurora” jako okręt muzeum w Petersburgu

W 1923 roku „Aurora” została reaktywowana jako okręt szkolny i przezbrojona w 10 dział kalibru 130 mm oraz działa przeciwlotnicze 76 mm. Oprócz szkolenia na Bałtyku, w 1924, 1925 i 1930 roku odbyła trzy rejsy wokół Skandynawii do Archangielska. Z uwagi na zużycie napędu, po remoncie w latach 1933–1935 służyła już tylko jako stacjonarny hulk szkolny. Po niemieckim ataku na ZSRR podczas II wojny światowej „Aurora” stacjonowała w Oranienbaumie i walczyła we wrześniu 1941 roku z niemieckimi nalotami. Na skutek ostrzału artylerii, 1 października 1941 roku okręt zatonął tam na płyciźnie, po czym został podniesiony 20 lipca 1944 roku. Zdecydowano zachować krążownik jako hulk szkolny Nachimowskiej Szkoły Marynarki Wojennej i pomnik rewolucji.
Podczas remontu w latach 1945–1946 usunięto dwie maszyny parowe i część kotłów, a podwodną część kadłuba pokryto warstwą żelazobetonu, zrekonstruowano też uzbrojenie do podobnego do historycznego stanu z 1917 roku. W listopadzie 1948 roku została zakotwiczona na stałe na Wielkiej Newce w Leningradzie, a dwa lata później na pokładzie utworzono muzeum. W 1961 roku okręt przestał pełnić funkcje szkolne i stał się ogólnodostępnym okrętem muzeum. W latach 1984–1987 „Aurora” przeszła generalny remont, wiążący się jednak z zastąpieniem znacznej części oryginalnej konstrukcji okrętu przez nową – przede wszystkim odcięto i zbudowano nową całą część podwodną, ze współczesnych materiałów. W 1992 roku podniosła ponownie banderę rosyjską zamiast radzieckiej.

### Służba w Japonii

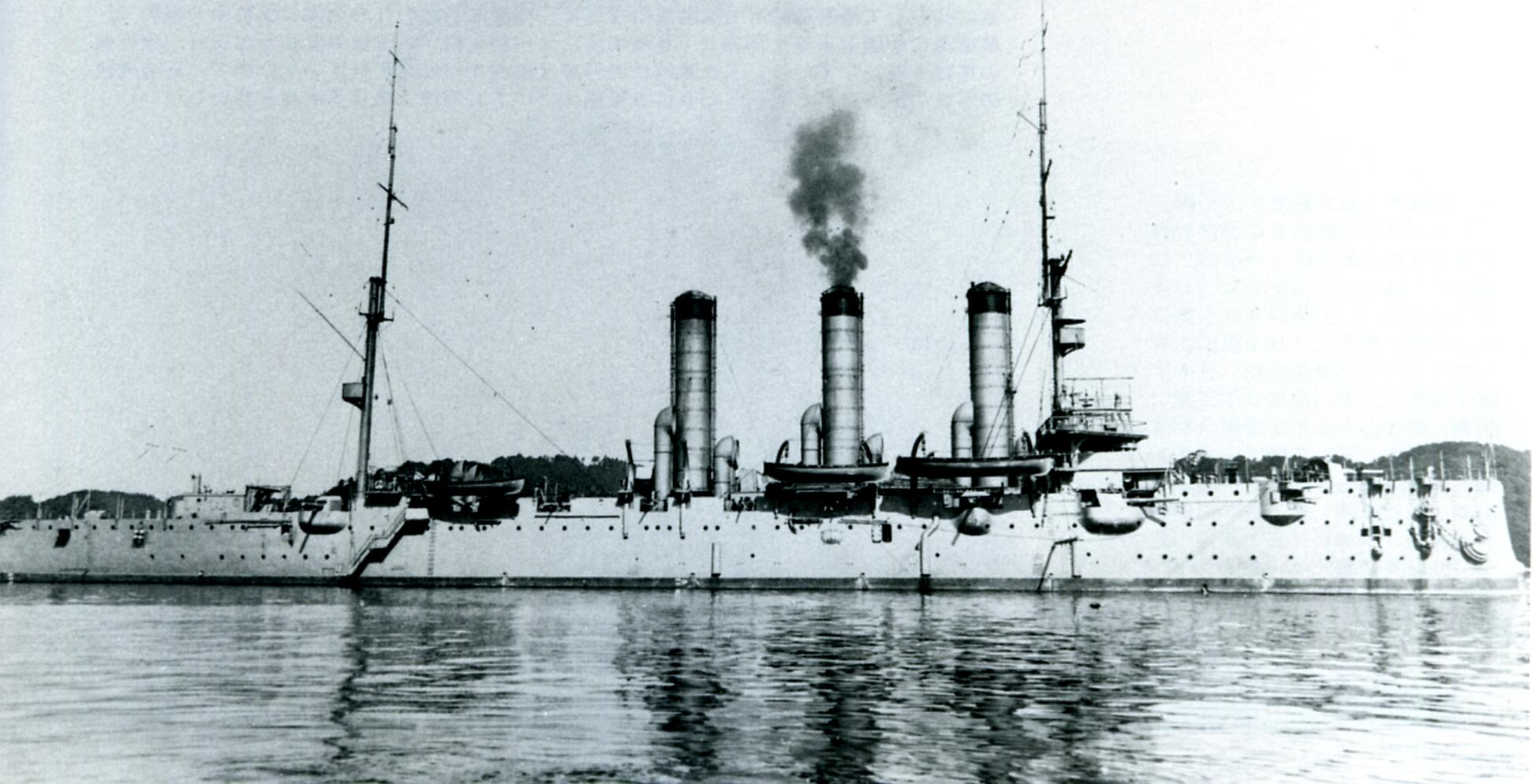
„Pałłada” w służbie japońskiej jako „Tsugaru”

Po zdobyciu przez Japończyków bazy, 12 sierpnia 1905 roku (nowego stylu) „Pałłada” została podniesiona z dna, a 22 sierpnia formalnie wcielona do służby japońskiej jako krążownik II klasy „Tsugaru”. Po odholowaniu do Sasebo, okręt był remontowany przez następne pięć lat, po czym w 1910 roku wszedł do służby w roli krążownika szkolnego. 1 kwietnia 1920 okręt przeklasyfikowano na stawiacz min, dostosowany do stawiania 300 min. W 1922 roku „Tsugaru” wycofano ze służby, po czym został zatopiony jako cel dla lotnictwa 27 maja 1924 roku.

## Ocena
Krążowniki typu Diana nie były oceniane jako udany typ. W porównaniu z innymi dużymi krążownikami pancernopokładowymi I rangi zamówionymi później przez Rosję za granicą z przeznaczeniem dla służby na Oceanie Spokojnym („Wariag”, „Askold” i typu Bogatyr’) miały za słabe uzbrojenie jak na swoją wielkość oraz zbyt niską prędkość, na skutek nieoptymalnych linii teoretycznych kadłuba i znacznie słabszych, chociaż cięższych maszyn. Zasięg pływania był mniejszy niż przewidywano z powodu dużego zużycia węgla. Dzielność morska okrętów nie była wysoka i krążowniki zarywały w fale dziobem; również ich manewrowość okazała się słaba. Stanowiące większość artylerii działa kalibru 75 mm, przeznaczone w teorii do zwalczania torpedowców, były mało skuteczne przeciw większym okrętom, co uświadomiono sobie dopiero po wojnie z Japonią. Przy tym, na skutek długiego procesu projektowania i budowy okrętów, weszły one do służby równocześnie z wymienionymi nowocześniejszymi jednostkami, będąc już moralnie przestarzałe. Admirał Jewgienij Aleksiejew już w 1903 roku ocenił, że znacznie odstają od budowanych za granicą odpowiedników „pod wszystkimi względami”; oprócz prędkości i artylerii także pod względem dopracowania i obmyślenia projektu oraz wykonania. Rosyjscy autorzy wskazują wręcz, że krążowniki typu Diana „nie miały praktycznie żadnych zalet”. Wskazuje się, że nie nadawały się już dobrze ani do celów rozpoznawczych z uwagi na niską prędkość, ani zwalczania żeglugi z uwagi na nienajlepsze własności morskie i umiarkowany zasięg, ani do wspierania pancerników w boju eskadrowym z uwagi na słabe uzbrojenie i opancerzenie.
Z perspektywy wiadomo, że sama koncepcja krążowników pancernopokładowych o wyporności rzędu 6000 ton była kompromisowa i chybiona z powodu ich niewielkiej odporności, a doświadczenia wojny rosyjsko-japońskiej wykazały znacznie większą przydatność niewiele większych i droższych krążowników pancernych, jak „Bajan”. Japońskie duże krążowniki pancerne, których budowę rozpoczęto również w 1896 roku, poczynając od typu Asama, były znacznie silniejsze od rosyjskich krążowników pancernopokładowych, a od okrętów typu Diana także szybsze. Z kolei japońskie krążowniki pancernopokładowe II klasy budowane w pierwszej połowie lat 90. były mniejsze (rzędu 3–4 tysięcy ton), a tym samym tańsze; o podobnej prędkości lub szybsze, a przy tym niewiele słabiej uzbrojone i przenoszące w części przypadków dwa działa większego kalibru 203 mm. Niektórzy autorzy oceniają, że bardziej racjonalne było pozostawienie również na uzbrojeniu okrętów typu Diana pierwotnie przewidzianych dział kalibru 203 mm, pozwalających na skuteczniejszą walkę artyleryjską. W każdym razie, już w latach 1901–1902 dowództwo rosyjskiej floty powinno było zdać sobie sprawę ze zwiększających się odległości walki i zrezygnować z armat kalibru 75 mm, zwłaszcza wobec braku do nich amunicji burzącej. Uzbrojenie okrętów typu Diana zostało wzmocnione dopiero przed I wojną światową i w jej trakcie. Mimo niedostatków, okręty typu Diana stanowiły pierwszą próbę seryjnej budowy krążowników w Rosji; wprowadziły także w szerszym stopniu wykorzystanie energii elektrycznej, w tym po raz pierwszy w Rosji elektryczny napęd maszyny sterowej. W ich projektowaniu i budowie skupiły się jednak problemy rosyjskiego przemysłu okrętowego, w postaci błędów projektowych połączonych z niską kulturą wykonawstwa i organizacją robót, skutkujące znacznym przedłużeniem budowy i typowym przeciążeniem konstrukcyjnym okrętów.